# Mako (moteur de template)
Pour les articles homonymes, voir Mako.
Mako est un moteur de templates pour le langage de programmation Python. Mako est utilisé par Reddit. Il s'agit du langage de template inclus par défaut dans les frameworks Web Pylons et Pyramid.

## Fonctionnalités
- Structure de contrôle basé sur le langage Python (boucles, conditions, etc.)
- Utilisation de morceau de Python
- Inclusion entre templates
- Callable blocks
- Héritage
- Support pour Python 2.7 et Python 3.x.

## Exemples
Usage le plus simple dans un programme Python:
```
from
 
mako.template
 
import
 
Template

mytemplate
 
=
 
Template
(
"hello world!"
)

print
(
mytemplate
.
render
())

```

Un usage plus typique avec des exemples d'héritage, de boucles et des variables:
```
<%
inherit
 
file=
"base.html"
/>

<%

    
rows
 
=
 
[[
v
 
for
 
v
 
in
 
range
(
0
,
10
)]
 
for
 
row
 
in
 
range
(
0
,
10
)]

%>

<
table
>

    
%
 
for
 
row
 
in
 
rows
:

        
${
makerow
(
row
)
}

    
%
 endfor

</
table
>

<%
def
 
name=
"makerow(row)"
>

    
<
tr
>

    
%
 
for
 
name
 
in
 
row
:

        
<
td
>
${
name
}
</
td
>
\

    
%
 endfor

    
</
tr
>

</%
def
>

```